# Raymond Huntley
Raymond Huntley, född 23 april 1904 i Kings Norton, Worcestershire, England, död 15 juni 1990 i Westminster, London, England, var en brittisk skådespelare. Huntley som debuterade som teaterskådespelare på 1920-talet kom under flera decennier att medverka flitigt som birollskådespelare i brittisk film och television. 

## Filmografi (i urval)
- 1936 – Rembrandt
- 1940 – Nattexpress
- 1946 – Gastkramad
- 1948 – Att älska är farligt
- 1949 – Biljett till Burgund
- 1950 – Trio
- 1951 – Jag glömmer dej aldrig
- 1956 – Ulf i fårakläder
- 1958 – Man är väl diplomat
- 1959 – Plats på toppen
- 1959 – Dina pengar är mina pengar
- 1959 – Vår man i Havanna
- 1962 – Bara två kan leka så
- 1966 – The Great St Trinian's Train Robbery